# لورتا هاروپ
لورتا هاروپ (انگلیسی: Loretta Harrop؛ زادهٔ ۱۷ ژوئیهٔ ۱۹۷۵) از برندگان مدال‌های بازی‌های المپیک تابستانی اهل استرالیا است.